# Kirsti Suonio

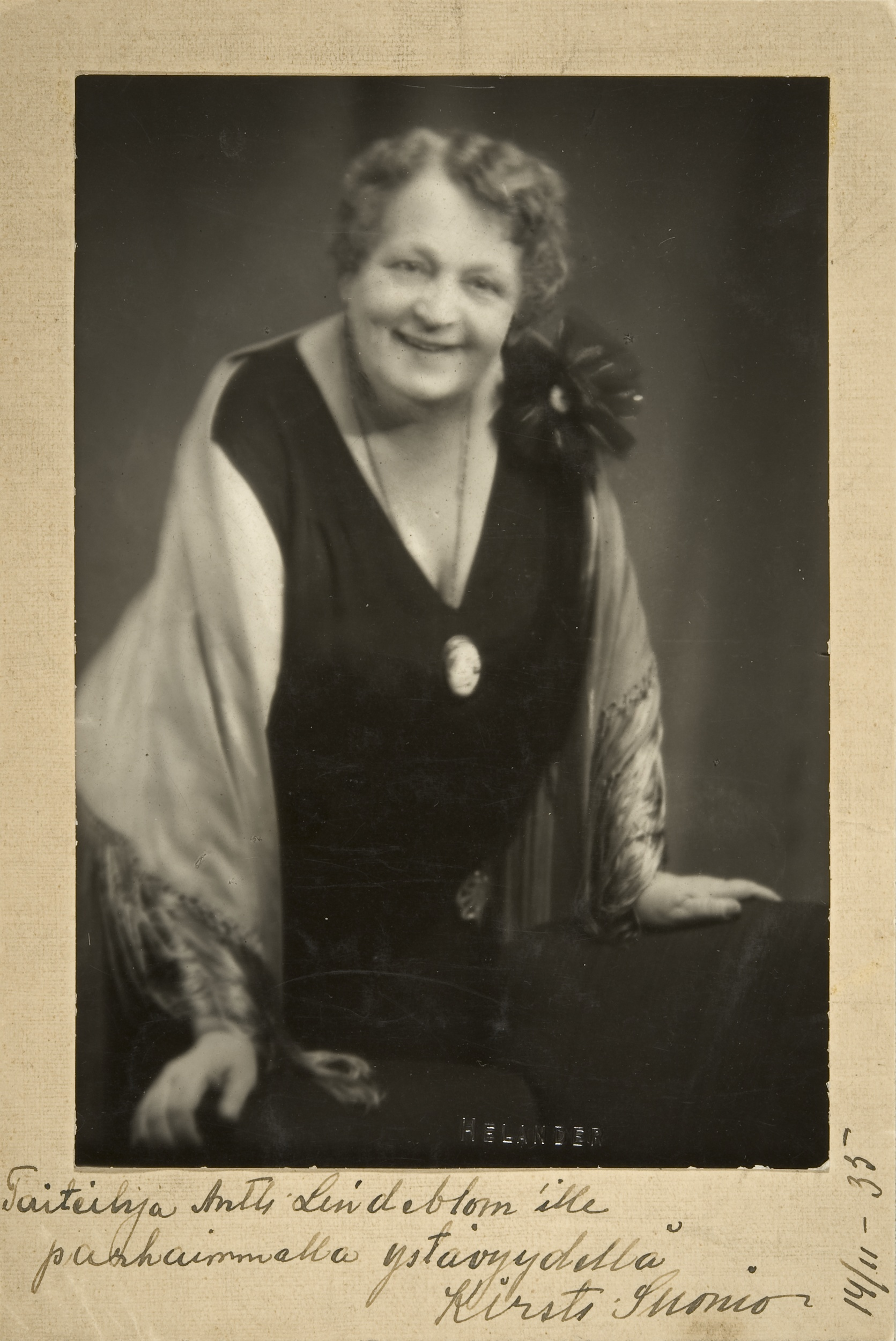
Kirsti Suonio år 1935.

Hilda Kristiina ”Kirsti” Suonio, Sainio fram till 1895, född Kjäll 24 juli 1872 i Helsingfors, död 7 november 1939 i Helsingfors, var en finländsk skådespelare. Hon var gift med sångtextförfattaren Evert Suonio. 
1890 blev Suonio elev och senare skådespelare vid den blivande nationalteatern, vid vilken hon kom att verka fram till 1931. Hon filmdebuterade 1919 och medverkade i totalt tio filmer fram till sin död. Suonios två barn, Antero och Martta Suonio, blev skådespelare och medverkade i filmer.

## Filmografi
- Venusta etsimässä eli erään nuoren miehen ihmeelliset seikkailut, 1919
- Ollin oppivuodet, 1920
- Koskenlaskijan morsian, 1923
- Sockenskomakarna, 1923
- Suursalon häät, 1924
- Polyteekkarifilmi, 1924 (Dokumentär, som sig själv)
- Tukkijoella, 1928
- Kaikki rakastavat, 1935
- Vaimoke, 1936
- Timmerkungens son, 1940[2]